# Інстигатор
Інстигатор (пол. instygator; від лат. instigio — збуджую) — головний прокурор (обвинувач) у Королівстві Польському та Великому князівстві Литовському.

## Історія
Одночасно існувало два інстигатори: один в Короні — коронний інстигатор, посада введена 1557 року, і один у Великому князівстві — інстигатор литовський, вперше згадується 1565 року. У XVIII столітті посада стала дігнистарською, тобто інстигатор не входив до числа сенаторів.
З 1615 року відома посада помічника інстигатора — віце-інстигатора, який формально залишаючись підлеглим інстигатора, виконував з ним однакові функції. Така невідповідність призвела до того, що 1775 року посада віце-інстигатора була перетворена у «другого інстигатора».

## Обов'язки
Інстигатор стежив за доходами короля чи великого князя від столових маєтків, порушував справи з приводу образи його величності, державної зради, порушень з боку посадових осіб. Засідав в асесорському (королівському) суді з правом дорадчого голосу, а також референдарському суді. Інстигатор підпорядковувався канцлеру.
При створених Коронному трибуналу та Трибуналу Великого князівства Литовського (в 1578 і 1581 роках відповідно) існували посади Трибунальського інстигатора, які займалися підтримкою звинувачення, забезпеченням безпеки в залі суду і місті, в якому проходить засідання, а також стягували плату зі сторін.

## Відомі інстигатори

### Інстигатори коронні
- Анджей Жечицький
- Павел Бенуа (з 1739 р.)

### Інстигатори литовські
- Микола Тадеуш Лопацинський (1750—1761)